# Carlo V e Martin Lutero

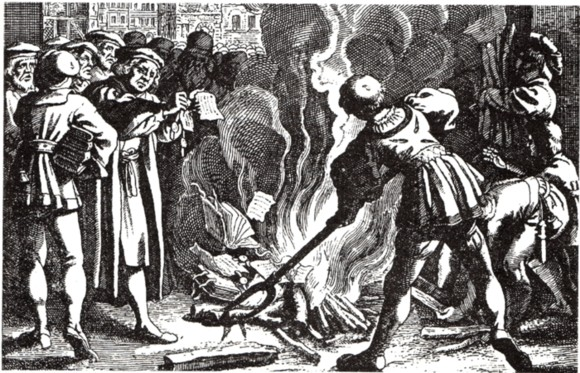
Lutero brucia a Wittenberg la bolla papale Exsurge Domine

Lutero, dopo aver redatto le 95 tesi ed averle affisse alla cattedrale di Wittenberg il 31 ottobre 1517, intendeva solo promuovere una disputa teologica fra dotti e non certo scatenare un atto di ribellione con Roma.
Il 15 giugno 1520, papa Leone X emanò la bolla Exsurge Domine con la quale dava a Lutero sessanta giorni di tempo per ritrattare, pena la scomunica. Per tutta risposta Lutero, il 10 dicembre 1520, diede pubblicamente fuoco ai volumi di diritto canonico, nonché alla stessa bolla papale. Il 3 gennaio dell'anno seguente, la bolla Decet Romanum Pontificem sancì la scomunica di Lutero.
A questo punto spettava all'autorità laica e quindi all'Imperatore assicurare l'arresto dell'eretico e consegnarlo a Roma.
Nel giugno del 1519, Carlo d'Asburgo era stato eletto imperatore e non poteva certo ignorare, come il papa, il vasto consenso che il riformatore aveva aggregato. Il vasto potere nelle mani di Carlo, d'altro canto, aveva delle basi molto fragili.
Così nell'aprile del 1521 convocò Lutero alla Dieta di Worms, dove prese possesso formale dell'autorità imperiale, per verificare ulteriormente la possibilità di ritrattare.
Il riformatore giunse a Worms il 16 aprile 1521 e il giorno successivo comparve di fronte alla Dieta e all'imperatore; gli venne chiesto se era disposto a ritrattare ed egli inaspettatamente chiese un giorno di tempo per riflettere.
Il giorno seguente pronunciò la famosa risposta: «Se non sarò convinto mediante le testimonianze della Scrittura e chiare motivazioni razionali - poiché non credo né al papa né ai concili da soli, essendo evidente che hanno spesso errato - io sono vinto dalla mia coscienza e prigioniero della parola di Dio a motivo dei passi della Sacra Scrittura che ho addotto. Perciò non posso né voglio ritrattarmi, poiché non è sicuro né salutare agire contro la propria coscienza. Dio mi aiuti. Amen».
Il giorno dopo la Dieta venne informata delle decisioni dell'Imperatore: egli si dichiarava disposto a rispettare il salvacondotto che aveva concesso a Lutero e quindi gli concedeva d'allontanarsi; nel contempo però affermava di essere deciso ad «agire contro di lui come contro un eretico notorio» e chiedeva agli ordini che tenessero fede alla promessa che gli era stata fatta, cioè che avrebbero collaborato alla cattura del monaco qualora si fosse rifiutato di ritrattare.
L'editto di Worms (maggio 1521), col quale Lutero veniva posto al bando, formalizzò queste decisioni: Lutero era un fuorilegge e un nemico pubblico, chiunque poteva ucciderlo impunemente, sicuro dell'approvazione delle autorità.
La situazione di Lutero si fece estremamente pericolosa e c'era chi temeva, e chi sperava, che l'intera vicenda si concludesse, come tante altre volte in passato, col rogo. La figura di Lutero era tuttavia diventata un simbolo: quel monaco ribelle contava già molti sostenitori in vari strati della società tedesca.
Pochi giorni dopo Carlo V abbandonò la Germania: non vi sarebbe più tornato per nove anni a causa della bellicosità francese, della situazione spagnola e dell'avanzata dei Turchi che lo preoccupavano certo più di quell'ostinato monaco ribelle. Questa sua lunga assenza rese del tutto inefficaci le deliberazioni assunte. Tanto più che gli ordini non avevano nessuna intenzione di collaborare e meno che mai Federico III di Sassonia, il quale organizzò un falso rapimento per sottrarre Lutero alla giustizia imperiale. Sulla strada del ritorno da Worms, infatti, Lutero (il cui salvacondotto non era ancora scaduto) fu rapito dagli emissari del suo protettore Federico il Savio e messo in salvo nello sperduto castello di Wartburg, in Turingia mentre attendeva alla traduzione tedesca della Bibbia ed alla stesura di nuovi scritti.